# El barrio (serie de televisión de Costa Rica)
El Barrio fue una exitosa serie de televisión costarricense de comedia dramática producida por producciones La Mestiza (actualmente La Zaranda) y transmitida originalmente por Repretel Canal 6 a finales de 1996 hasta 1999. 
Contó con las actuaciones protagónicas de Maureen Jiménez y Gustavo Rojas. 

## Sinopsis
La vida transcurre en una calle del barrio de Santa Cecilia de Guadalupe (Costa Rica), vemos la convivencia de varios vecinos en un barrio que puede ser como el suyo, de cada uno de ellos comparte sus experiencias día a día. Como en todo barrio existe un minisuper donde además de compartir, los vecinos realizan sus compras. También hay un salón de belleza donde se maquillan las últimas noticias de lo que sucede a cada uno de ellos, los habitantes comunes y corrientes. En este barrio ocurren el cariño, los celos, la solidaridad, la generosidad, el amor, lo que conmueve a estos habitantes niños y adultos en la intensidad de cada día de convivencia de este, su barrio.

## Elenco
- Maureen Jiménez- Miriam Monge.
- Gustavo Rojas Antillón -  Farabundo Zaldívar.
- Anabelle Ulloa - Doña Maruja.
- Cecilia García - Doña Chayo.
- Andrés Montero - Tony.
- Eduardo Quesada - Manuel.
- Roberto Royal - Coqui.
- Grettel Cedeño - Kathia.
- Salvador Solís -  Edgar El cuervo.
- Rocío Carranza - Raquel.
- Laura Campos - Nuria.
- Osvaldo Vargas - Simón.
- Alonso Araya -  Farabundo hijo.
- Antonio Baker - Rolo.
- Carolina Solano - Elena.
- Liliam Blandino - Doña Fortunata.
- Arnoldo Ramos - El Nene.
- Carol Campos - María.
- Dionisio Leal - Nacho.
- María Silva - Marilu.
- Dayan Webb - Zulay.